# Home Run Derby
El Home Run Derby es una competición anual de bateo de Home runs en las Grandes Ligas de Béisbol (MLB) que se celebra habitualmente el día antes del Juego de Estrellas de la MLB, que sitúa el concurso un lunes de julio. Desde el derbi inaugural en 1985, el evento ha visto varios cambios en las reglas, evolucionando de una competencia basada en outs cortos, a múltiples rondas y, finalmente, a un evento cronometrado estilo corchetes.

## Historia
Anteriormente había un evento televisado semanal en la década de 1960 llamado Home Run Derby. Esta fue la inspiración para la iteración que se concibió más tarde. El evento televisado contó con las leyendas del béisbol Hank Aaron, Mickey Mantle y Willie Mays. El programa duró 26 episodios y el ganador recibió $ 2,000.
El evento ha crecido significativamente desde sus raíces en la década de 1980, cuando no fue televisado. Antes de 1991, el Home Run Derby estaba estructurado como un evento de dos entradas en el que cada jugador recibía cinco outs por entrada, lo que permitía la posibilidad de empates. Ahora es uno de los eventos más vistos transmitidos por ESPN.
En 2000, se instituyó un formato de " match play " para la segunda ronda. El jugador con más jonrones en la primera ronda se enfrentó al jugador con el menor entre los cuatro jugadores calificados, al igual que los jugadores con el segundo y tercer total más. El concursante que ganó cada enfrentamiento avanzó a la final. Este formato se suspendió después de la competencia de 2003.
El campo de jugadores seleccionados actualmente consta de cuatro jugadores de la Liga Americana y cuatro jugadores de la Liga Nacional . El primer Derby en 1985 contó con cinco de cada liga, y los eventos de 1986 y 1987 contaron con tres y dos jugadores de cada liga, respectivamente. En 1996, el campo se expandió nuevamente a diez jugadores, con cinco de cada liga (aunque en 1997, la Liga Americana tenía seis competidores contra los cuatro de la Liga Nacional).
En 2000, el campo volvió al formato actual de cuatro jugadores por liga. La única excepción fue 2005, cuando Major League Baseball cambió los criterios de selección para que ocho jugadores representaran a sus países de origen en lugar de sus respectivas ligas.
Algunas actuaciones notables en el Derby incluyen a Bobby Abreu en 2005, quien ganó el Derby con un récord de 41 jonrones, incluyendo un récord de 24 en la primera ronda. El récord de la primera ronda lo batió Vladimir Guerrero Jr. en 2019 , quien conectó 29 jonrones. Rompió ese récord en la siguiente ronda, conectando 40 jonrones en 2 desempates. El récord general anterior fue establecido en 2016 por Giancarlo Stanton, quien terminó con un total de 61 jonrones, derrotando a Todd Frazier en la ronda final. El récord general actual lo tiene Vladimir Guerrero Jr. en una marca de 91, establecido en 2019. Solo dos participantes, Yoenis Céspedes y Giancarlo Stanton, han ganado el Home Run Derby sin haber sido seleccionados para el Juego de Estrellas.

## Descripción general
Formato
8 jugadores se enfrentan en un duelo de jonrones.
1985-1990
En los primeros años del Home Run Derby, se seleccionaron para participar de 4 a 10 jugadores tanto de la Liga Americana como de la Liga Nacional. A cada jugador se le dieron 2 "entradas" para conectar tantos jonrones como fuera posible antes de llegar a 5 outs. Para el derbi, un out se define como cualquier swing que no sea un jonrón. El ganador del concurso fue el jugador con más jonrones totales en las dos entradas.
1991-2005
A partir de 1991, el formato cambió a un concurso de 3 rondas. De 1991 a 2006, se seleccionaron de 8 a 10 jugadores y conectaron tantos jonrones como fue posible antes de llegar a 10 outs en cada ronda. El recuento se reinicia para cada ronda, con los cuatro primeros avanzando a la segunda ronda y los dos primeros avanzando a la final.
En honor al Clásico Mundial de Béisbol, el concurso de 2005 contó con ocho jugadores de diferentes países. El formato siguió siendo el mismo.
2006-2013
El formato cambió ligeramente en 2006. En lugar de reiniciar el recuento para cada ronda, solo se reinició antes de la ronda final. Por lo tanto, los jugadores con los cuatro totales más altos después de la Ronda 1 avanzaron a la Ronda 2, y los jugadores con las dos sumas más altas de la Ronda 1 y 2 avanzaron a la final.
2014
El formato del Home Run Derby se cambió significativamente en 2014, ya que MLB buscaba acelerar el concurso y aumentar el drama. En el nuevo formato de soporte, cinco jugadores de cada liga se enfrentaron a los otros jugadores de su liga en la Ronda 1, y cada jugador tuvo siete "outs". El jugador de cada liga con el total más alto de la Ronda 1 recibió un descanso de la segunda ronda, y los jugadores con el segundo y tercer total más alto de la Ronda 1 de cada liga se enfrentaron. El ganador de la Ronda 2 de cada liga se enfrentó al ganador de la Ronda 1, y el ganador de la Ronda 3 coronó al ganador de la liga. La final contó con el ganador de cada liga. Cada ronda es independiente, con el puntaje reiniciado para cada ronda. Los empates en cualquier ronda se rompen con un swing-off de 3 golpes. Si los jugadores permanecen empatados, los jugadores participan en un swing-off de muerte súbita hasta que un jugador jonronea.
2015-2019, desde 2021
El formato se cambió una vez más en 2015. El cambio más significativo fue la eliminación de "outs", que fue reemplazado por un límite de tiempo. Ocho jugadores son sembrados con base en los totales de jonrones de la temporada y se les dan cinco minutos para conectar tantos jonrones como sea posible. El ganador de cada enfrentamiento cara a cara avanza, hasta que se determina un ganador final. Si ocurre un empate en cualquier enfrentamiento, se emplean dos conjuntos de desempates: primero, un swing-off de 1 minuto decide el ganador; a partir de entonces, múltiples swingoffs de 3 swings hasta que se determine un ganador. Además, un jugador puede obtener "tiempo de bonificación" en el último minuto de cada ronda. Durante ese tiempo, el reloj se detendría por cada jonrón y no se reiniciaría hasta que un swing no resultara en un jonrón. Se puede ganar tiempo adicional por la distancia. Los jugadores que conecten al menos dos jonrones que midan al menos 420 pies (128,0 m) reciben un minuto extra de tiempo extra. Se otorgan 30 segundos adicionales de tiempo de bonificación si al menos un jonrón mide más de 475 pies (144,8 m).
Las preocupaciones sobre el clima en 2015 llevaron a una reducción en el tiempo de cinco minutos por ronda a cuatro minutos. El reloj no se detuvo en el último minuto, y se otorgó un minuto de tiempo extra solo por conectar dos jonrones de al menos 425 pies (129.5 m).
La duración de la ronda de cuatro minutos se hizo permanente en 2016, mientras que el minuto de tiempo de bonificación se redujo a 30 segundos y requirió dos jonrones de al menos 440 pies (134,1 m). Se eliminó el tiempo adicional. cada bateador se le permite un tiempo muerto durante cada ronda y dos en la final.
Para 2017 y 2018, el primer desempate se incrementó de un columpio 1 minuto fuera a 1 1 ⁄ 2 minutos. Sin embargo, no fue necesario ninguno de estos años. El swing off volvió a un minuto en 2019, el primer año en el que se utilizó.
Bolas de Oro
De 2005 a 2013, utiliron las bolas de oro una vez que un jugador llega a nueve outs (en 2014, cuando entró en juego la bola de T-Mobile, seis; desde 2015, durante el último minuto). Si un bateador conectaba un jonrón con la bola dorada, Century 21 Real Estate y Major League Baseball donarían $ 21,000 (una referencia al "21" en "Century 21") por jonrón a la caridad (MLB donó a Boys and Girls Clubs of America y Century 21 donados a Easter Seals ). Tanto en 2005 como en 2006, se recaudaron $ 294,000 para las organizaciones benéficas, lo que equivale a catorce jonrones con balón de oro por año. State Farm continuó con esto en 2007, ya que designaron $ 17,000 por jonrón (un dólar por cada una de las agencias de State Farm) para los Boys and Girls Clubs of America. En el evento de 2007, se obtuvieron quince bolas de oro por una donación de $ 255,000, y diez ($ 170,000) se obtuvieron en el evento de 2008 . Para 2009 , State Farm agregó $ 5,000 para todos los jonrones que no fueran Gold Ball y se recaudaron $ 517,000. Para 2010 , el jonrón que no era el Balón de Oro se redujo a $ 3,000 por jonrón y se recaudó un total de $ 453,000. Desde 2014, cualquier jonrón de un T-Mobile Ball resultó en una donación de $ 10,000 a organizaciones benéficas por parte de T-Mobile y MLB, al Team Rubicon.

## Ganadores
|  | Indica varios ganadores en el mismo año  |
|  | Miembro del Salón de la Fama del Béisbol |

| Año  | Ganador                        | Equipo                                  | Liga                       | Estadio (equipo anfitrión)        |
| ---- | ------------------------------ | --------------------------------------- | -------------------------- | --------------------------------- |
| 1985 | Dave Parker                    | Rojos de Cincinnati                     | NL                         | Hubert H. Humphrey Metrodome, MIN |
| 1986 | Wally Joyner Darryl Strawberry | Anaheim Angels New York Mets            | AL NL                      | Astrodome, HOU                    |
| 1987 | Andre Dawson                   | Cachorros de Chicago                    | NL                         | RingCentral Coliseum, OAK         |
| 1988 | No se celebró                  | No se celebró                           | No se celebró              | No se celebró                     |
| 1989 | Eric Davis Rubén Sierra        | Rojos de Cincinnati Vigilantes de Texas | NL AL                      | Angel Stadium, LAA                |
| 1990 | Ryne Sandberg                  | Cachorros de Chicago                    | NL                         | Wrigley Field, CHC                |
| 1991 | Cal Ripken Jr.                 | Orioles de Baltimore                    | AL                         | SkyDome, TOR                      |
| 1992 | Mark McGwire                   | Atléticos de Oakland                    | AL                         | Jack Murphy Stadium, SD           |
| 1993 | Juan González                  | Vigilantes de Texas                     | AL                         | Oriole Park at Camden Yards, BAL  |
| 1994 | Ken Griffey Jr.                | Marineros de Seattle                    | AL                         | Three Rivers Stadium, PIT         |
| 1995 | Frank Thomas                   | Medias Blancas de Chicago               | AL                         | Globe Life Park in Arlington, TEX |
| 1996 | Barry Bonds                    | Gigantes de San Francisco               | NL                         | Veterans Stadium, PHI             |
| 1997 | Tino Martinez                  | Yankees de Nueva York                   | AL                         | Jacobs Fields, CLE                |
| 1998 | Ken Griffey Jr. (2)            | Marineros de Seattle                    | AL                         | Coors Field, COL                  |
| 1999 | Ken Griffey Jr. (3)            | Marineros de Seattle                    | AL                         | Fenway Park, BOS                  |
| 2000 | Sammy Sosa                     | Cachorros de Chicago                    | NL                         | Turner Field, ATL                 |
| 2001 | Luis González                  | Diamondbacks de Arizona                 | NL                         | Safeco Field, SEA                 |
| 2002 | Jason Giambi                   | Yankees de Nueva York                   | AL                         | Miller Park, MIL                  |
| 2003 | Garret Anderson                | Anaheim Angels                          | AL                         | US Cellular Field, CWS            |
| 2004 | Miguel Tejada                  | Orioles de Baltimore                    | AL                         | Minute Maid Park, HOU             |
| 2005 | Bobby Abreu                    | Filis de Filadelfia                     | NL                         | Comerica Park, DET                |
| 2006 | Ryan Howard                    | Filis de Filadelfia                     | NL                         | PNC Park, PIT                     |
| 2007 | Vladimir Guerrero              | Angelinos de Anaheim                    | AL                         | AT&T Park, SF                     |
| 2008 | Justin Morneau                 | Mellizos de Minnesota                   | AL                         | Yankee Stadium, NYY               |
| 2009 | Prince Fielder                 | Cerveceros de Milwaukee                 | NL                         | Busch Stadium, STL                |
| 2010 | David Ortiz                    | Medias Rojas de Boston                  | AL                         | Angel Stadium, LAA                |
| 2011 | Robinson Canó                  | Yankees de Nueva York                   | AL                         | Chase Field, ARI                  |
| 2012 | Prince Fielder (2)             | Tigres de Detroit                       | AL                         | Kauffman Stadium, KC              |
| 2013 | Yoenis Céspedes                | Atléticos de Oakland                    | AL                         | Citi Field, NYM                   |
| 2014 | Yoenis Céspedes (2)            | Atléticos de Oakland                    | AL                         | Target Field, MIN                 |
| 2015 | Todd Frazier                   | Rojos de Cincinnati                     | NL                         | Great American Ball Park, CIN     |
| 2016 | Giancarlo Stanton              | Miami Marlins                           | NL                         | Petco Park, SD                    |
| 2017 | Aaron Judge                    | Yankees de Nueva York                   | AL                         | Marlins Park, MIA                 |
| 2018 | Bryce Harper                   | Nacionales de Washington                | NL                         | Nationals Park, WAS               |
| 2019 | Pete Alonso                    | Mets de Nueva York                      | NL                         | Progressive Field, CLE            |
| 2020 | No se celebró por COVID 19     | No se celebró por COVID 19              | No se celebró por COVID 19 | No se celebró por COVID 19        |
| 2021 | Pete Alonso (2)                | Mets de Nueva York                      | NL                         | Coors Field, COL                  |
| 2022 | Juan Soto                      | Nacionales de Washington                | NL                         | Dodger Stadium, LAD               |
| 2023 | Vladimir Guerrero Jr.          | Toronto Blue Jays                       | AL                         | T-Mobile Park, SEA                |
| 2024 | Teoscar Hernández              | Los Angeles Dodgers                     | NL                         | Globe Life Field, TEX             |
| 2025 | Cal Raleigh                    | Seattle Mariners                        | AL                         | Truist Park, ATL                  |